# Вулиця 15 Квітня (Тернопіль)
Вулиця 15 квітня — одна з магістральних вулиць міста Тернополя.

## Відомості
Розпочинається від Збаразького кільця, пролягає на північ до Луцької розвилки, де і закінчується. Довжина вулиці — близько 2400 м. Є частиною автошляхів Е85 та М19. Вулиця забудована багатоповерхівками.

## Транспорт
По обидвох боках вулиці знаходяться зупинки громадського транспорту, до яких курсують автобусні маршрути №13, 14, 16, 18, 20, 20А, 24, 27, 36, 38, тролейбуси №5, 6, 7, 10.

## Комерція
- ТРЗ «Оріон»
- ТзОВ «СЕ Борднетце Україна»
- Торговий центр «РайЦентр» (15 квітня, 5А)
- Ринок «Оріон»
- Ринок секонд-хенду

## Релігія
- Церква Святого Архистратига Михаїла УГКЦ (15 квітня, 1А)